# Crecimiento económico insostenible
El crecimiento económico insostenible (en inglés: Immiserizing growth, originalmente) es una situación económica teórica propuesta por Jagdish Bhagwati, en 1958, donde el crecimiento económico puede llegar a ser tan contraproducente como para dejar a un país en peores condiciones que antes. 
Si el crecimiento se basa solamente en las exportaciones, éstas podrían llevar a una caída en los términos de intercambio de la nación exportadora. En raras circunstancias, esta caída podría ser incluso mayor que las propias ganancias generadas por el crecimiento, empeorando la situación del país. Dicho resultado es viable sólo si el país en crecimiento influye los precios del mercado internacional.
Harry G. Johnson había elaborado independientemente las condiciones de una situación hipotética con este resultado en 1955.